# Ene Mihkelson
Ene Mihkelson (Tammeküla, 21 ottobre 1944 – Tallinn, 20 settembre 2017) è stata una scrittrice e poetessa estone. 
Vinse il Premio Herder e il Premio dell'Assemblea baltica per la letteratura, le arti e la scienza.

## Formazione
Mihkelson studiò lettere dopo essersi diplomata alla scuola secondaria. Lavorò come insegnante e poi come ricercatrice per il Museo letterario estone.

## Letteratura
Mihkelson si è dedicata alla scrittura per tutta la vita. Pubblicò la sua prima opera nel 1967. Tuttavia la sua prima raccolta di poesie non apparve se non nel 1978. Suo padre si oppose all'invasione sovietica dell'Estonia dopo il patto Molotov-von Ribbentrop, di conseguenza le autorità del regime non le erano favorevoli.
Dopo la disgregazione dell'Unione Sovietica, Mihkelson pubblicò dieci antologie poetiche. La sua poesia manca di metrica, ritmo e rima, ma contiene sorprendenti inversioni nell'ordine della frase. È apprezzata per la sua intensità, per le allegorie e per i temi metafisici.
Mihkelson pubblicò anche quattro romanzi, un'antologia di saggi critici (Kirjanduse seletusi, "Spiegazioni sulla letteratura") e una raccolta di racconti brevi (Surma sünnipäev, "Il compleanno della morte"). Nel 2001 pubblicò il romanzo Ahasveeruse uni.
Nelle opere di Mihkelson sono frequenti le allusioni autobiografiche alla sua infanzia, passata a nascondersi, alla mitologia e alla storia estoni.
Nel 2006 ricevette il Premio Herder e nel 2010 il Premio dell'Assemblea baltica per la letteratura, le arti e la scienza. Le fu conferito l'Ordine della Stella bianca di IV classe.